# جزیره الزمیر
جزیره الْزمیر (به انگلیسی: Ellesmere Island) بزرگترین جزیره از جزایر ملکه الیزابت کانادا، در ناحیه بافین و قلمروی نوناووت در شمال غرب گرینلند واقع شده‌است. الزمیر یکی از جزایر مجمع‌الجزایر قطبی کانادا و سومین جزیره بزرگ این کشور است. الزمیر همچنین با مساحت ۱۹۶٬۲۳۶ کیلومتر مربع (۷۵٬۷۶۷ مایل مربع) دهمین جزیره بزرگ جهان است. این جزیره حدود ۵۰۰ کیلومتر (۳۰۰ مایل) عرض و ۸۰۰ کیلومتر (۵۰۰ مایل) درازا دارد.

## تاریخچه
باور بر آن است که وایکینگ‌ها در سده دهم میلادی از جزیره الزمیر دیدن کرده‌اند. ویلیام بافن کاشف، در سال ۱۶۱۶ به آن وارد شد. جزیره الزمیر در سال ۱۸۵۲ توسط سر ادوارد آگوستوس اینگل‌فیلد و پس از فرانسیس اگرتن، نخستین ارل الزمر، نامگذاری گردید.

## جغرافیا
جزیره الزمیر از شرق از گرینلند از جنوب از جزیره دوون از غرب از جزیره اکسل هایبرگ جدا شده‌است. اقیانوس منجمد شمالی در شمال الزمیر قرار دارد. دماغه کلمبیا در شمال این جزیره قرار دارد که شمالی‌ترین نقطهٔ کشور کانادا است.
مناطق شمالی الزمیر کوهستانی هستند. گریس فورد، یورکا و آلرت از مناطق مسکونی آن هستند که همگی کوچک و کم‌جمعیت می‌باشند. آلرت شمالی‌ترین منطقه مسکونی آمریکای شمالی است. در آن ایستگاه هواشناسی و پایگاه نظامی نیز وجود دارد. منابع نفتی نیز در جزیره یافت شده‌است.
نتایج پژوهش‌های دانشمندان دانشگاه‌های کویینز و آلبرتا در سال ۲۰۰۷ از ناپدید شدن زیستگاه‌های پرندگان آبزی، بی‌مهرگان و جلبک‌ها در جزیره الزمیر پرده برداشت که در اثر گرمایش جهانی رخ داده‌است. در طول تابستان ۲۰۰۸ قطعه‌های بزرگی از یخ‌تاق‌های آیلز، مارخام، وارد–هانت و سرسن شکسته و به صورت کوه‌های یخی شناور شدند.

## نگارخانه

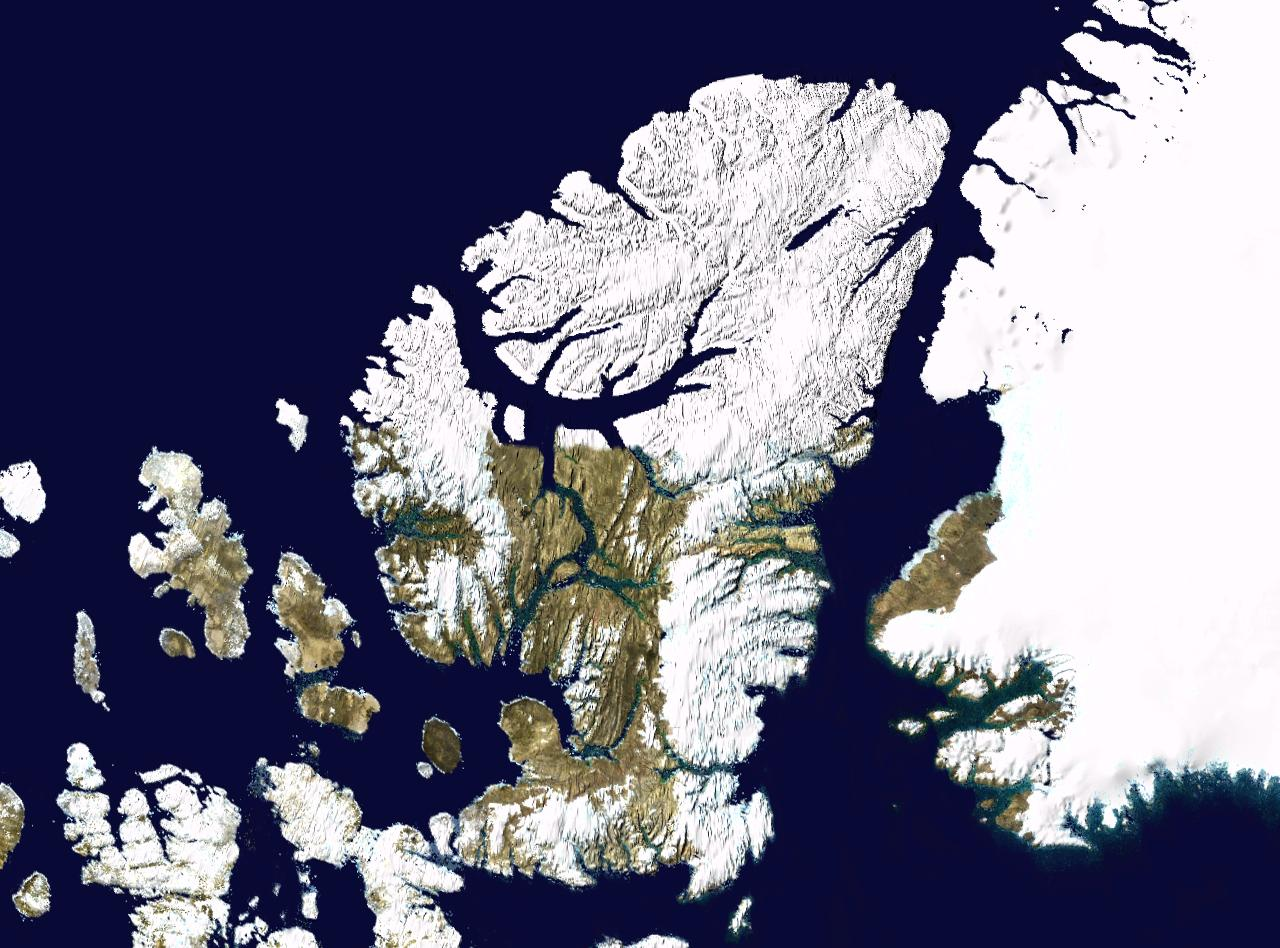
نگاره ماهواره‌ای از جزیره الزمیر
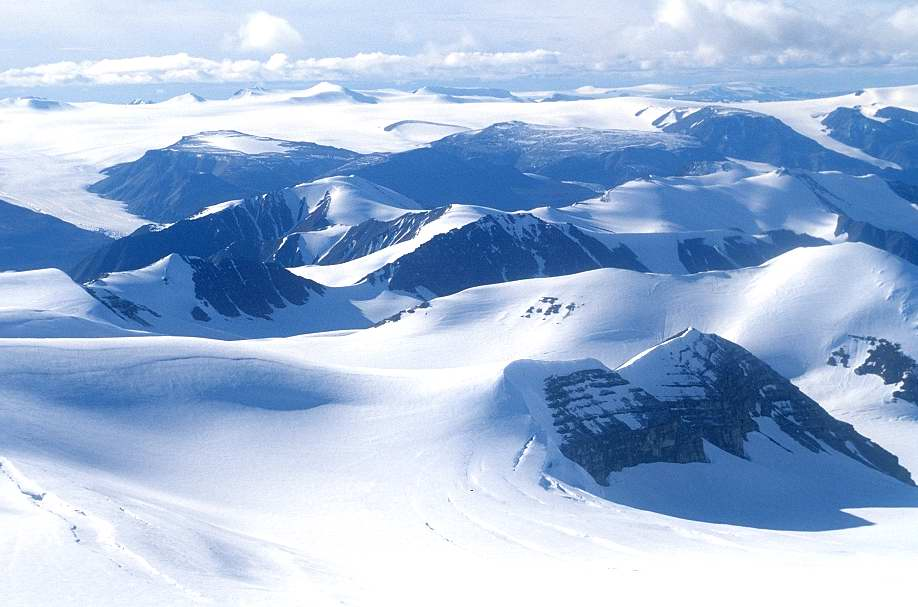
نگاره‌ای از مناطق کوهستانی شمال جزیره الزمیر
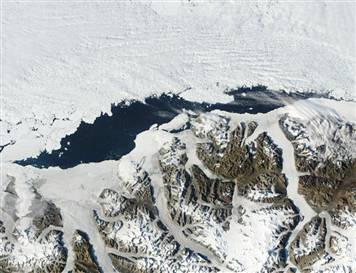
نگاره‌ای ماهواره‌ای که جدا شدن یخ‌تاق آیلز را نشان می‌دهد
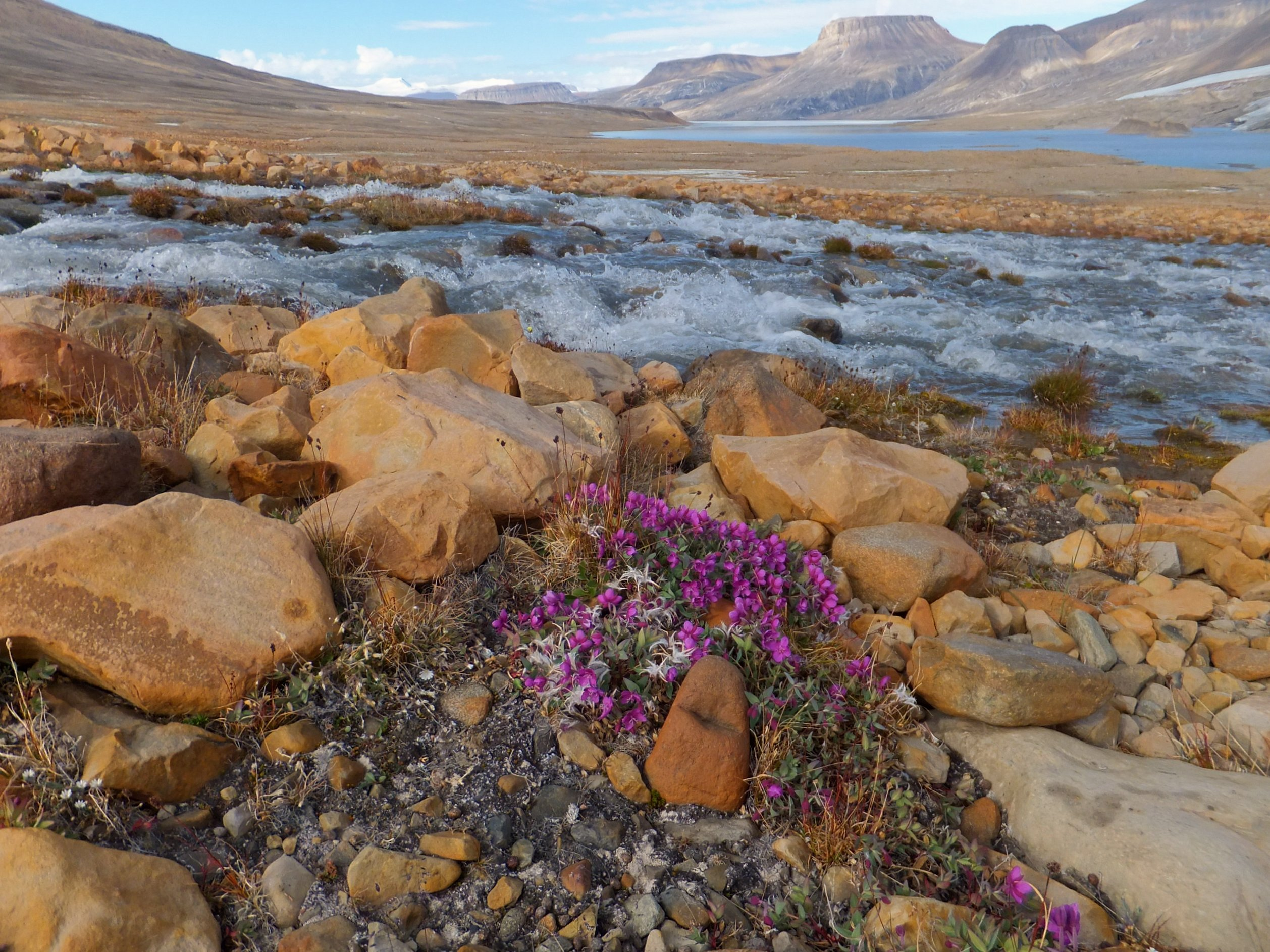
توندرا در پارک ملی کوتینیرپاک